# 林召棠
林召棠（1786年—1873年），字愛封，號芾南，祖籍福建興化府莆田縣，生於廣東高州府吳川縣霞街。

## 生平
唐九牧林長房林葦後裔，生於清乾隆五十一年（1786年），自幼隨父林泰雯教館攻讀，道光三年（1823年）癸末科狀元，授翰林院修撰，後託病辭職歸里。道光十三年（1833年），主講於肇慶府端溪書院。林召棠尚氣節，淡泊名利，為官清廉。支持林則徐虎門禁煙。卒於同治十一年（1872年）農曆十二月，諡文恭。著有《心亭亭居詩存》。
今吳川仍存狀元坊，為縣級文物保護單位。

## 外部連結
- 清末状元林召棠故居纪念馆、状元坊